# Badminton-Juniorenweltmeisterschaft 2019
Die Badminton-Juniorenweltmeisterschaft 2019 fand vom 30. September bis zum 13. Oktober 2019 in Kasan in Russland statt. Zuerst wurde während der WM der Teamweltmeister ermittelt, anschließend die Einzelweltmeister.

## Medaillengewinner
| Disziplin    | Gold | Silber | Bronze |
| ------------ | --- | --- | --- |
| Herreneinzel | Kunlavut Vitidsarn | Christo Popov | Yonathan Ramlie |
| Herreneinzel | Kunlavut Vitidsarn | Christo Popov | Li Yunze |
| Dameneinzel  | Riko Gunji | Zhou Meng | Phittayaporn Chaiwan |
| Dameneinzel  | Riko Gunji | Zhou Meng | Dai Wang |
| Herrendoppel | Leo Rolly Carnando Daniel Marthin | Di Zijian Wang Chang | Takuma Kawamoto Tsubasa Kawamura |
| Herrendoppel | Leo Rolly Carnando Daniel Marthin | Di Zijian Wang Chang | Dai Enyi Feng Yanzhe |
| Damendoppel  | Lin Fangling Zhou Xinru | Febriana Dwipuji Kusuma Amallia Cahaya Pratiwi | Kaho Osawa Hinata Suzuki |
| Damendoppel  | Lin Fangling Zhou Xinru | Febriana Dwipuji Kusuma Amallia Cahaya Pratiwi | Li Yijing Luo Xumin |
| Mixed        | Feng Yanzhe Lin Fangling | Leo Rolly Carnando Indah Cahya Sari Jamil | Jiang Zhenbang Li Yijing |
| Mixed        | Feng Yanzhe Lin Fangling | Leo Rolly Carnando Indah Cahya Sari Jamil | Ratchapol Makkasasithorn Benyapa Aimsaard |
| Mannschaft   | Indonesien Christian Adinata M. Lucky Andres Apriyanda Syabda Perkasa Belawa Leo Rolly Carnando Daniel Marthin Dwiki Rafian Restu Bobby Setiabudi Metya Inayah Cindiani Indah Cahya Sari Jamil Febriana Dwipuji Kusuma Nita Violina Marwah Amallia Cahaya Pratiwi Helena Ayu Puspitasari Putri Syaikah Putri Kusuma Wardani Stephanie Widjaja | Volksrepublik China Chen Xujun Dai Enyi Di Zijian Dong Tianyao Feng Yanzhe Jiang Zhenbang Li Yunze Liu Liang Ren Chengming Wang Chang Chen Yingxue Dai Wang Han Qianxi Li Yijing Lin Fangling Luo Xumin Tan Ning Zhang Chi Zhou Meng Zhou Xinru | Thailand Thanawin Madee Ratchapol Makkasasithorn Setthanan Piyawatcharavijit Tanadon Punpanich Sirawit Sothon Varot Uraiwong Kunlavut Vitidsarn Benyapa Aimsaard Phittayaporn Chaiwan Pornpicha Choeikeewong Yanisa Chuencharoen Pichamon Phatcharaphisutsin Atitaya Povanon Pornnicha Suwatnodom Pitchayanin Ungka |
| Mannschaft   | Indonesien Christian Adinata M. Lucky Andres Apriyanda Syabda Perkasa Belawa Leo Rolly Carnando Daniel Marthin Dwiki Rafian Restu Bobby Setiabudi Metya Inayah Cindiani Indah Cahya Sari Jamil Febriana Dwipuji Kusuma Nita Violina Marwah Amallia Cahaya Pratiwi Helena Ayu Puspitasari Putri Syaikah Putri Kusuma Wardani Stephanie Widjaja | Volksrepublik China Chen Xujun Dai Enyi Di Zijian Dong Tianyao Feng Yanzhe Jiang Zhenbang Li Yunze Liu Liang Ren Chengming Wang Chang Chen Yingxue Dai Wang Han Qianxi Li Yijing Lin Fangling Luo Xumin Tan Ning Zhang Chi Zhou Meng Zhou Xinru | Japan Yoshifumi Fujisawa Shotaro Inamitsu Takuma Kawamoto Tsubasa Kawamura Kakeru Kumagai Hiroki Nishi Takumi Shibata Riki Takei Riko Gunji Rui Hirokami Akari Kurihara Atsumi Miyazaki Kaho Osawa Mizuki Otake Hinata Suzuki Chihiro Uchiyama                                                                      |